# Auvet-et-la-Chapelotte
Auvet-et-la-Chapelotte település Franciaországban, Haute-Saône megyében. Lakosainak száma 237 fő (2022. január 1.). Auvet-et-la-Chapelotte Vars, Pouilly-sur-Vingeanne, Autrey-lès-Gray, Bouhans-et-Feurg, Chargey-lès-Gray, Fahy-lès-Autrey és Oyrières községekkel határos.

## Népesség
A település népességének változása:
| Lakosok száma | 246  | 247  | 252  | 238  | 237  | 237  | 236  | 238  | 237  |
|               | 2013 | 2015 | 2016 | 2017 | 2018 | 2019 | 2020 | 2021 | 2022 |